# Sîneakivșciîna, Ciornuhî
Sîneakivșciîna (în ucraineană Синяківщина) este un sat în comuna Bilousivka din raionul Ciornuhî, regiunea Poltava, Ucraina.

## Demografie
Componența lingvistică a localității Sîneakivșciîna
     Ucraineană (99,16%)
     Alte limbi (0,84%)
Conform recensământului din 2001, majoritatea populației localității Sîneakivșciîna era vorbitoare de ucraineană (99,16%), existând în minoritate și vorbitori de alte limbi.